# Norvegiana de pădure

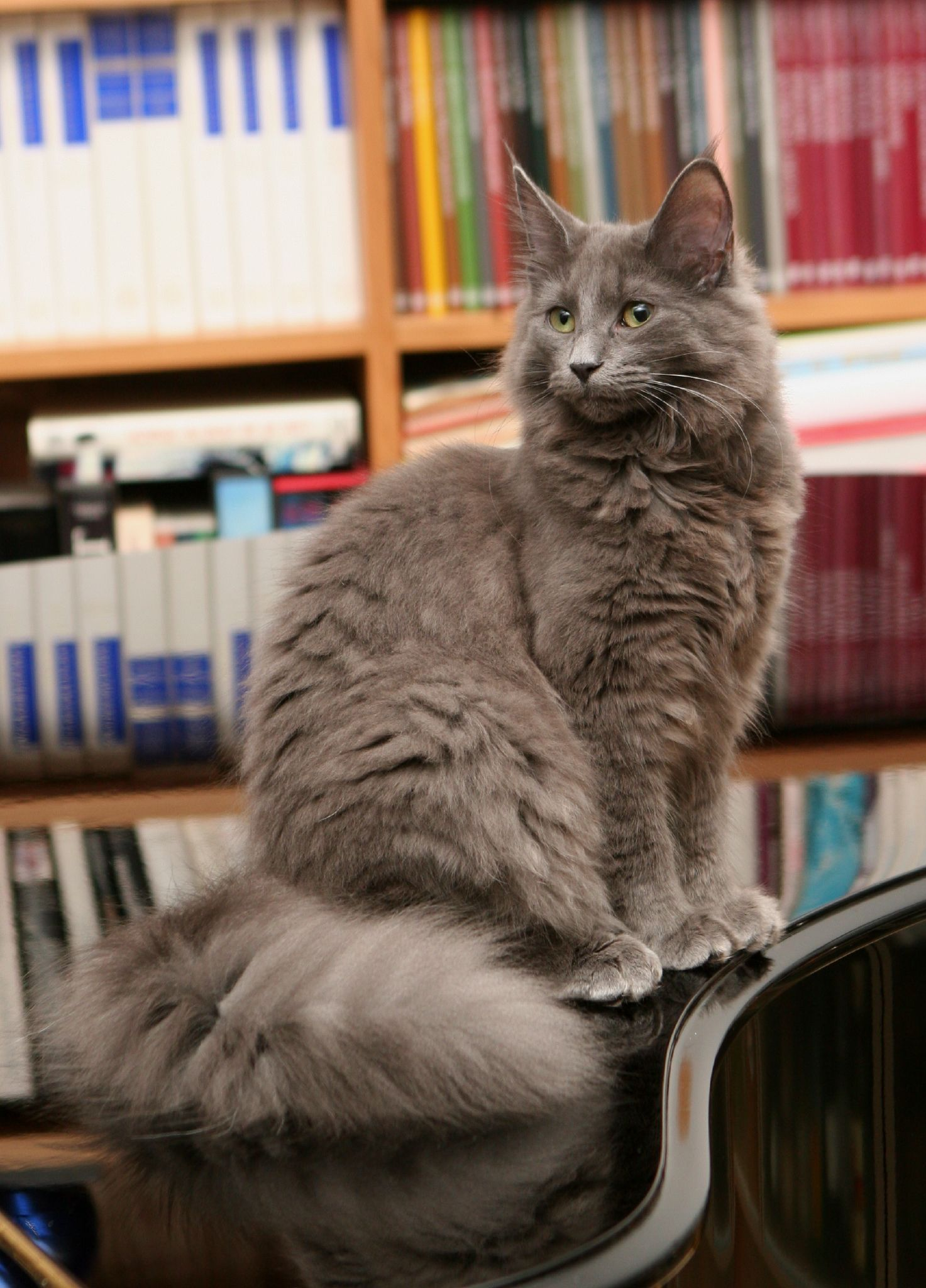
O Norvegiană de pădure gri

Norvegiana de pădure este o rasă de pisică.

## Istoricul și originea
În ciuda taliei mari și al aspectului sălbatic, Norvegiana de pădure nu este un descendent sau un hibrid al vreunei specii de pisică salbatică. Denumită „Norsk Skogkatt” în Norvegia, Norvegiana de pădure este posibil să fi ajuns in nordul Europei acum câteva sute de ani, ca descendent al pisicilor domestice introduse în Europa de către romani. Mențiuni cu privire la pisici de talie mare, cu părul lung există în mitologia scandinavă. Din moment ce miturile scandinave au fost transmise generațiilor următoare prin viu grai timp de câteva sute de ani înainte de a fi consemnate în poemele Edda, undeva la începutul secolului al XIII-lea, este foarte clar că pisicile domestice cu părul lung au existat în Norvegia de foarte mult timp. Clima din nordul Norvegiei a oferit un test aspru acestor pisici. Numai exemplarele cele mai robuste și mai rezistente au supraviețuit, astfel că, de-a lungul secolelor, pisicile au dezvoltat constituții robuste, blănuri impermeabile, lungi, simțuri fine și instincte puternice. Primul club al pisicilor din rasa Norvegiană de pădure a fost fondat în 1934, iar în 1938, primul exemplar din această rasă a fost etalat într-o expoziție felină în Oslo, Norvegia. În timpul celui de-al Doilea Război Mondial, rasa a fost la un pas de a dispărea, iar încrucișarea cu pisica domestică norvegiană, cu părul scurt amenința existența Norvegienei de pădure, ca rasă pură. După război, crescătorii de pisici din Norvegia au început un program de creștere și selecție pentru a salva rasa de la dispariție. Eforturile lor au fost încununate de succes, iar rasa a fost desemnată pisica națională a Norvegiei de catre regele Olav V. Norvegienele de pădure au sosit în Statele Unite în noiembrie 1979. În 1980, un grup restrâns de crescători americani și-au canalizat eforturile pentru a face posibilă recunoașterea rasei de către oficiile din nordul Americii. Astăzi, rasa este recunoscută de majoritatea asociațiilor și este a patra rasă de pisici, cu părul lung ca și popularitate, potrivit CFA („Cat Fanciers Association”).
Rasa este recunoscută de următoarele organizații și oficii internaționale: American Association of Cat Enthusiasts (AACE), American Cat Association (ACA), American Cat Fancier’s Association (ACFA), Canadian Cat Association (CCA), Cat Fanciers’ Association (CFA), Cat Fanciers’ Federation (CFF), The International Cat Association (TICA), United Feline Organization (UFO).

## Aspectul exterior și dimensiunile
Deși există unele similitudini între Norvegiana de pădure și rasa Maine Coon, ele sunt rase separate. Maine Coon-ul este mai mare decât norvegiana de pădure, iar caracteristicile corporale ale celor două rase sunt total diferite. Norvegiana de pădure este o pisică robustă cu picioarele din spate musculoase și lungi. Corpul este de lungime medie, bine proporționat și musculos, cu pieptul adânc și o osatură puternică. Forma capului se incadrează într-un triunghi echilateral. Ochii sunt mari și expresivi. Urechile de dimensiuni medii, rotunde continuă linia care unește obrazul cu baza urechii. Trăsătura care diferențiază, într-adevăr, Norvegiana de pădure de celelalte rase, este blana sa splendidă. Blana sa dublă, deasă și lungă și "coama" regală fac ca Norvegiana de pădure să pară mai mare decât este în realitate. Părul exterior impermeabil și, în mod natural, unsuros protejează puful profund, izolant. Numeroase smocuri de păr ornează urechile, iar labele, de asemenea, bine îmbrăcate cu păr și prevăzute cu smocuri de păr protejează picioarele felinei de gheață și zăpadă. Norvegienele de pădure cresc destul de încet, atingând dezvoltatea deplină în jurul vârstei de 5 ani. Coada este lungă și stufoasă. Tigratul (tabby) cu alb este desenul cel mai frecvent întâlnit, Norvegiana de pădure se găsește într-o gamă variată de culori și desene, excepție făcând acelea care ar indica o eventuală hibridizare (desenul siamezei, culorile ciocolatiu sau liliac). Ochii pot fi în diferite nuanțe de verde, auriu, verde-auriu, în timp ce exemplarele albe pot avea ochii albaștrii sau pot fi ceacâre (adică cu ochi cu culori diferite).

## Personalitatea
Nu vă lăsați păcăliți de musculatura bine conturată și de înfățișarea sălbatică. În ciuda anilor petrecuți în sălbăticie, în pădurile norvegiene, sau poate chiar datorită acestora, Norvegiana de pădure va prefera să fie dezmierdată și să se cuibărească în brațele dumneavoastră decât să alerge. Dragălașă, prietenoasă, ele formeaza legături puternice bazate pe afecțiune cu companionii lor umani. Nu se sperie de nimic, adaptându-se cu ușurință majorității circumstanțelor și stilurilor de viață. Nu sunt pisici zgomotoase, preferând să-și "spună părerile" prin limbajul trupului. Vor mieuna prelung numai dacă se întâmplă ceva total nepotrivit, cum ar fi un castron pentru mâncare gol. Sunt pisici care torc puternic, putându-le auzi dintr-o cameră alăturată. Nu sunt pisici care să vă stea tot timpul în brațe (nu că nu le-ar plăcea), preferând să se tolănească chiar lângă dumneavoastră mai degrabă decât pe dumneavoastră și să vă ofere o companie afectivă și protectoare.

## Relațiile cu familia și casa
Norvegiana de pădure este medium activă în interiorul casei, vigilentă, cu capacitate de reacție și destul de independentă.
Acceptă prezența copiilor și a altor animale de companie, în special, dacă crește alături de aceștia.
În general, sunt obișnuite să trăiască afară, fiind foarte fericite dacă dispun de o curte, dar se adaptează ușor și vieții într-un apartament. Rezistă la temperaturi destul de scăzute și se pare că le place ploaia.
Norvegienele de pădure sunt active și jucăușe, menținându-și același temperament și ca adult. Atlete naturale, Norvegienelor de pădure le place să-și investigheze domeniul, să se cațere în vârful bibliotecii sau al pomilor. Ele pot deveni animale numai de interior atâta timp cât li se oferă suficient spațiu, echipament pentru cățărare și multă atenție și afecțiune.

## Aspecte particulare
Lungimea blănii variază în funcție de anotimp. Primăvara, Norvegiana de pădure își înlătură blana lungă și deasă de iarnă, iar toamna, pe cea de vară, mai scurtă și mai subțire. Această năpârlire este atât de evidentă, încât Norvegiana de pădure, vara, aproape că arată ca o pisică complet diferită, rămânându-i doar coada stufoasă, zulufii de pe urechi și dintre pernițele degetelor care să vă reamintească de Norvegiana de pădure din timpul iernii. În timpul perioadelor de năpârlire, perierea meticuloasă, zilnică cu o perie cu dinți fini de metal este absolut necesară pentru a preveni încurcarea și mătuirea părului și pentru a limita cantitatea de păr depusă pe suprafețele și obiectele din casa dumneavoastră. În celelalte perioade ale anului, blana Norvegienei de pădure necesită un minim de îngrijire. Perierea blănii, o dată pe săptămână este, de obicei, suficientă, pentru a preveni încurcarea și pierderea luciului acesteia.

## Boli și afecțiuni curente
În general, Norvegienele de pădure sunt niște pisici rezistente și sănătoase, care, cu o alimentație adecvată, mișcare, îngrijire medical veterinară (vaccinări, deparazitări, controale periodice, etc.) și afecțiune din partea stăpânului, vor fi longevive.
Nu sunt semnalate probleme de ordin gentic, specifice Norvegienei de pădure. Sunt predispuse afecțiunilor curente specifice felinelor în general, fără o frecvență crescută a uneia dintre ele. Masculii nu sunt feriți de sindromul urologic felin (formarea de pietricele la nivel renal sau vezical), motiv pentru care trebuie avută o atenție sporită asupra alimentației și apariției eventualelor dificultăți de urinare.
După o anumită vârstă, în funcție și de individ, au tendința de a depune tartru dentar, cu predilecție pe molari și carnasiere.
Norvegienele de pădure sunt foarte gurmande, fiind predispuse obezității. Din acest motiv este indicat, pe cât posibil, să li se administreze o cantitate limitată și adecvată de alimente.
Ideal este ca după vârsta de 6–8 ani, chiar dacă aveți un exemplar sănătos, să-i faceți un control de rutină și câteva investigații (ecografie, radiografie, analize de sânge și urină) pentru a depista din timp eventualele sensibilități și pentru a încerca remedierea acestora printr-o alimentație corespunzătoare sau cu ajutorul unui tratament adecvat.
Speranța medie de viață a Norvegienei de pădure este între 10–14 ani, dar pot trăi și mai mult.